# Diane Peylin
Diane Peylin, née en 1978[réf. nécessaire], est une écrivaine française.

## Biographie

### Carrière
Diane Peylin publie une nouvelle, Chambre 442, sur la prostitution en Thaïlande, et, en 2010, un conte pour enfant, Noa, de l'autre côté... Elle remporte également des concours littéraires.  
Puis elle participe au concours Femme Actuelle avec son manuscrit À l'endroit où elles naissent. Elle reçoit le prix du Roman de l'été et la mention coup de cœur du président du jury, Paulo Coelho, à la suite de quoi son livre est mentionné dans la liste des 30 livres écrits par des femmes recommandés par le club de lecture du Figaro. Le roman raconte l'histoire de deux destinées, celle de Miangaly, née dans un village malgache, pauvre mais chaleureux, et Eva, qui vit dans une maison confortable de la Drôme, mais qui est délaissée par sa mère dépressive.  
En 2018 sort La grande roue ayant pour thèmes la perte d’identité et la violence faite aux femmes. Parallèlement, elle anime des ateliers d'écriture,.  
En 2021 sort Le Bal aux éditions Héloïse d'Ormesson. Il s'agit de son sixième roman, dans lequel elle raconte l'histoire de Robin qui rejoint sa femme, sa fille et sa mère dans la maison familiale du sud de la France. Elle y explore notamment les thématiques de la famille et du transgénérationnel.  
En 2024 parait un roman jeunesse sous la forme d'un conte écologique, Les enfants de Gaia, paru chez Balivernes. Elle y raconte l'histoire de Diego, Titouan, Basile et Lune qui partent à la recherche d'une Perle Noire qui pourrait sauver la terre des excès des adultes.

### Vie privée
Diane Peylin vit en Ardèche.  

## Publications

### Romans
- 2011 : À l’endroit où elles naissent (préfacé par Maxime Le Forestier) - Grand Prix du Roman de l’été et Coup de Cœur Paulo Coelho - éditions Les Nouveaux Auteurs (également chez Pocket)
- 2012 : Sang tsigane - éditions Les Nouveaux Auteurs
- 2015 : Quand je serai grande, je serai vieille - éditions Flammarion
- 2016 : Même les pêcheurs ont le mal de mer - éditions Les Escales - Prix Rosine Perrier du Salon du Livre d'Hermillon en 2017[9] et Coup de cœur du mois de juillet 2016 des lectrices de Version Femina[10]
- 2018 : La grande roue - éditions Les Escales[11],[4]
- 2021 : Le Bal - éditions Héloïse d'Ormesson[12]

### Romans jeunesse
- 2024 : Les enfants de Gaia - Balivernes Editions

### Nouvelles
- 2008 : Chambre 442 - Jacques André Éditeur
- 2010 : Noa, de l’autre côté… (illustré par Gaëlle Boissonnard) -  Balivernes Éditions